# Vukovich Peaks
Vukovich Peaks är en bergstopp i Antarktis. Den ligger i Östantarktis. Australien gör anspråk på området. Toppen på Vukovich Peaks är 2 065 meter över havet.
Terrängen runt Vukovich Peaks är huvudsakligen lite kuperad. Vukovich Peaks är den högsta punkten i trakten. Trakten är obefolkad. Det finns inga samhällen i närheten.